# Обстріл Херсона 3 травня 2023 року

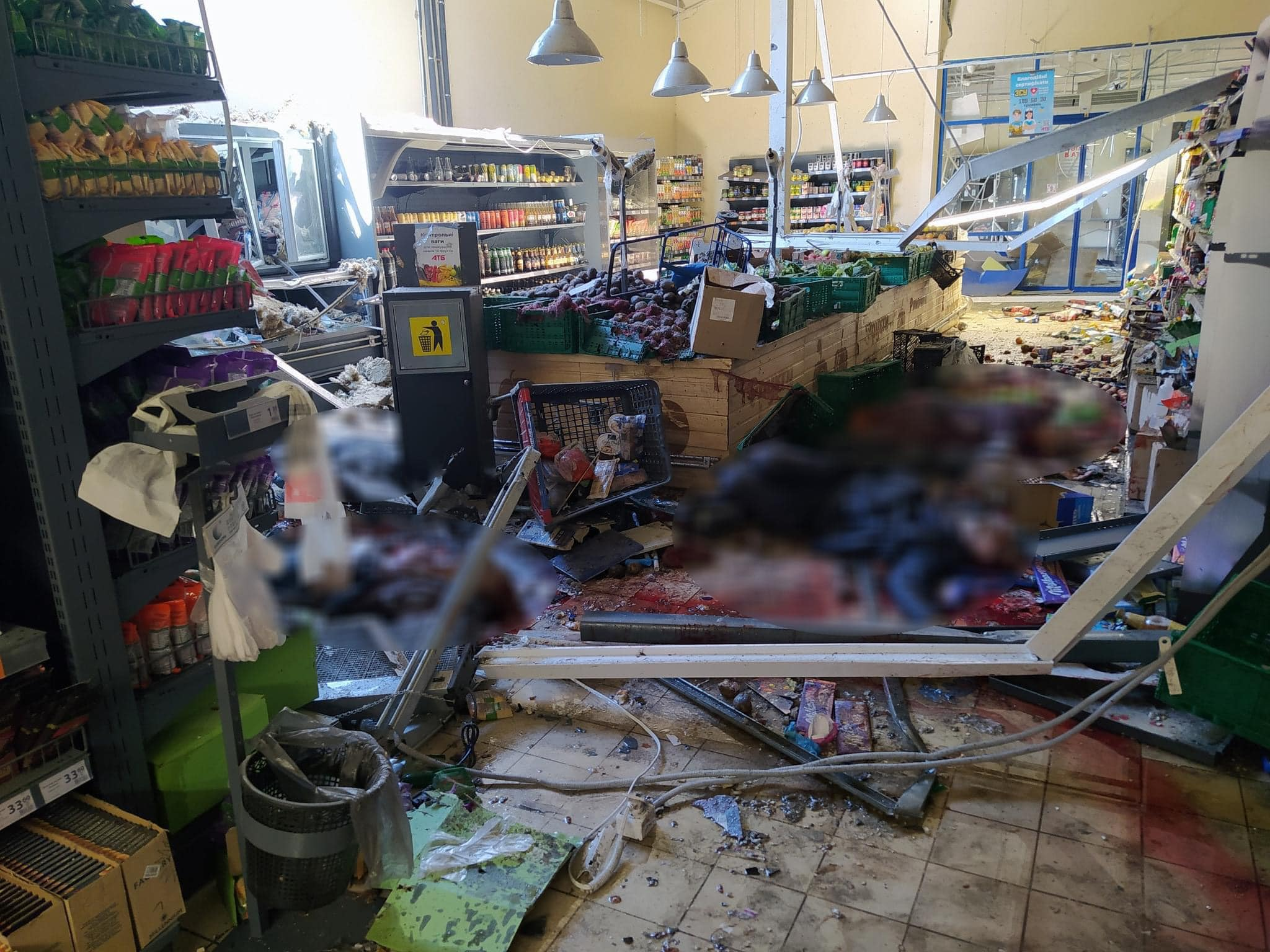
Загиблі в магазині «АТБ»

Удень 3 травня 2023 року російські війська здійснили артилерійський обстріл кількох районів Херсона. У Корабельному районі росіяни обстріляли єдиний працюючий у місті гіпермаркет «Епіцентр», у центрі міста під обстріл потрапили супермаркет «АТБ», АЗС «ОККО», будівельний магазин, житлові будинки, завод та залізничний вокзал. За добу по місту було випущено 539 снарядів з артилерії, танків, РСЗВ «Град», БПЛА і авіації.
Крім того, було обстріляно кілька інших населених пунктів області. Зокрема, біля села Степанівка вбито трьох енергетиків, а в Токарівці на власному подвір'ї загинув місцевий житель.
Станом на ранок наступного дня було відомо про 23 загиблих і ще 46 поранених у Херсоні та області, включаючи двох дітей. 8 травня одна з поранених померла в лікарні і, таким чином, кількість жертв сягнула 24.

## Реакція
Президент України Володимир Зеленський опублікував фото з наслідками обстрілу в себе у Telegram-каналі, написавши:

Світ повинен це бачити та знати. Залізничний вокзал і переїзд, домівка, будівельний магазин, продуктовий супермаркет, автозаправка — знаєте, що об'єднує ці місця? Кривавий слід, який залишає Росія своїми снарядами, вбиваючи мирних людей у Херсоні та на Херсонщині. Станом на зараз — 21 загибла людина! 48 поранених! Усі цивільні! За один неповний день! В одній області! Мої співчуття родинам і близьким загиблих. Ми ніколи не пробачимо винних. Переможемо країну-зло та змусимо всіх винних відповісти!

Голова Херсонської обласної державної адміністрації Олександр Прокудін повідомив про оголошення тривалої комендантської години у Херсоні з вечора п'ятниці до ранку понеділка. Крім того, обласна військова адміністрація оголосила триденний траур 4, 5 та 6 травня, починаючи з 12 години 4 травня.